# Heimatklänge
Heimatklänge war ein Berliner Weltmusik-Festival, das zwischen 1988 und 2006 jährlich im Sommer stattfand. Es begann 1988 als Bestandteil des Programms der europäischen Kulturhauptstadt. Spielorte waren 1988 bis 2002 die jeweiligen Standorte des Tempodroms, 2003 bis 2006 das Kulturforum Berlin.

## Geschichte
Der Name für das Festival sollte vermutlich mit dem in Deutschland nicht unbedingt positiv besetzten Wort Heimat spielen und provozieren. Die Festivalleitung und Auswahl der Acts lag 1988 bis 2001 in den Händen des Chefs des Berliner Plattenlabels „piranha“ Christoph Borkowsky Akbar. Dieses Label produzierte auch – lückenhaft – Sampler-CDs mit Livemitschnitten der Konzerte unter dem jeweiligen Motto des Festivals.
Mit einem südosteuropäisch-maghrebinisch-nahöstlichen „Rundumschlag“ 1988 beginnend, widmete sich das Festival ab 1989 mit seinen Motti thematisch den unterschiedlichen geografischen und musikalischen Regionen. 1988 spielte jeder Künstler an einem Abend, der Eintritt war frei.
Im darauffolgenden Jahr wurde das Konzept etwas abgeändert: Der Slogan „umsonst und draußen“ bezog sich darauf, dass Mittwoch bis Sonnabend kostenfreie Konzerte neben dem Zirkuszelt (bei Regen im Zelt) stattfanden. Hier traten bis dahin in Deutschland unbekannte Gruppen, Bands, Orchester und Künstler auf, die in ihren Heimatländern Superstars oder zumindest sehr erfolgreich waren. Am Sonntag kamen dann zum Konzert noch Interviews mit den Künstlern, die Hintergründe zu Musik, Instrumenten, Kultur und Künstlern lieferten und von Moderatoren des SFB- resp. RBB-Programms Radio Multikulti geführt wurden.
Die Konzerte lösten sich in den kommenden sieben Wochen mit denen anderer Gruppen ab.
Präsentierte Regionen waren der Nahe Osten („Orient de luxe“ 1989), das südliche Afrika („2Beat Apartheid“ 1990), Indien („Music Mahal“ 1991), die Karibik („Carnevale Caribe“ 1992), Westafrika („No Make Palaver“ 1993), der Balkan („Odyssee“ 1994), die früheren Kolonien von Portugal („LusoMania“ 1995), der Indische Ozean („Sindbads Reise“ 1996), Kuba („CubaniSíMo“ 1997), Louisiana („Tiefer Süden“ 1998), Zentralamerika („Humboldts Reise“ 1999), Brasilien („Brasil 500“ 2000), Afrika und Amerika („Soul 2 Soul“ 2001). Weitere Motti, deren Regionalbezug nicht in jedem Fall klar ist, waren „Heiratsklänge“ 2002, „Gypsi“ 2003, „Bands of New York“ 2004, „Copa Americana“ 2005 sowie „World Club“ 2006. Außerdem wurden durch die Konzerte die gemeinsamen kulturellen Wurzeln in unterschiedlichen Weltregionen offengelegt. So dass die Basis des auf Haiti praktizierten Voodoo darin bestand, mit den aus dem heutigen Benin gewaltsam in die Karibik verschifften Sklaven dorthingekommen zu sein.
Da die Veranstaltung im Verlauf der 1990er Jahre immer weniger Finanzmittel durch den Berliner Senat erhielt, änderte sich das Motto mit der Zeit in „fast umsonst und draußen“. Mit dem durch die Fertigstellung des neuen Kanzleramts verbundenen Umzug des Tempodroms in die neue Spielstätte mussten sich auch die Heimatklänge nach einer neuen Spielstätte umsehen. Die Veranstaltung fand zwischenzeitlich am Ostbahnhof statt, ab 2003 auf dem Kulturforum Berlin. Währenddessen musste es immer wieder an die Begebenheiten angepasst werden. So dauerte es 2003 lediglich fünf Tage.
Mit den Umzügen und dem Bruch der „umsonst und draußen“-Tradition verlor das Festival immer mehr Publikum. 2006 fand das Festival in enger Anlehnung an das Public viewing der Fußball-WM statt, wobei zwischen den Spielen die jeweiligen internationalen Bands auftraten. Seit dem 23. Juni 2006 wurden alle weiteren Konzerte abgesagt, da das achtzehn Jahre dauernde Festival und seine Veranstalter von „Piranha-events“ das finanzielle Risiko und die bis dato aufgelaufenen Schulden nicht weiter tragen konnten.
In seinen Spitzenzeiten zog die Veranstaltung, die über die sieben Wochen des Sommers lief, bis zu 4000 Besucher pro Abend beziehungsweise 100.000 Besucher pro Jahr. 2003 kamen 10.000 Besucherinnen verteilt auf fünf Tage.

## Übersicht über die Veranstaltungsreihe inklusive Kompilationen
| Jahr | Motto                      | Region                                                          | Veranstaltungsort              | Künstler (Auswahl) | Kompilation                                    | Anmerkungen                               |
| ---- | -------------------------- | --------------------------------------------------------------- | ------------------------------ | --- | ---------------------------------------------- | ----------------------------------------- |
| 1988 | Rundumschlag               | Europa                                                          | Tempodrom Berlin               | The Klezmatics, Les Misérables Braskana feat. Yanka Rubkina, 3 Mustaphas 3, Flaco Jiménez, Vujicsics (feat. Márta Sebestyén), Jova Stojiljkovic Duvacki Orkestar, Accordions Go Grazy. | Vol. 1: Native Sounds from the Heart of Europe |                                           |
| 1989 | Orient de Luxe             | Naher Osten                                                     | Tempodrom Berlin               | Bellemou Messaoud, Sharkiat feat. Anoushka, Ali Hassan Kuban, Carte de Sijour, Taarab All Stars feat. Bi Kiduke Baraka, Abdel Aziz El Mubarak, Cheb Mazouzi, Sharkiat | Vol. 2: Orient de Luxe                         |                                           |
| 1990 | 2 Beat Apartheid           | Südliches Afrika                                                | Tempodrom Berlin               | Sipho Mabuse, Orchestra Marrabenta, Oliver Mtukudzi, Os Jovens do Prenda, The Soul Brothers, Stella Rambisai Chiweshe, Noise Khanyile | Vol. 3: 2 Beat Apartheid                       |                                           |
| 1991 | Music Mahal                | Indien                                                          | Tempodrom Berlin               | Sabri Brothers, Gurdas Maan, Najma Akhtar, Dhroeh Nankoe, Zuhura Swaleh w/ Maulidi Musical Party, Alaap |                                                |                                           |
| 1992 | Carnevale Karibe           | Karibik                                                         | Tempodrom Berlin               | Mario Bauzá, Alfredo Guierrez, Francisco Ulloa, Orquesta Cumbre, Victor Roque, Toto la Momposina, Rico, Rara Machine, Machel Montano | Vol. 4: Carnevale Caribe                       |                                           |
| 1993 | No Make Palaver            | Westafrika                                                      | Tempodrom Berlin               | Zagazougou, Oumou Sangare, Eric Agyeman, Alhadji Chif Dr. Sikiru Ayinde Barrister feat. Africa´s International Music Ambassadors, Le Super Rail Band of the Buffet Hotel de la Gare de Bamako, Baaba Maal feat. Daande Lenol, Stan Tohon feat. Le Tchink System. | Vol. 5: No Make Palaver                        |                                           |
| 1994 | Odyssee                    | Balkan                                                          | Tempodrom Berlin               | Ferus Mustafov, Nikos Papazoglou, Yeni Türkü, Shlomo Bar & Habbreira Hativ'it, Orkestra Shqiponja de Tirana, 3 Mustaphas 3 |                                                |                                           |
| 1995 | LusoMania – Transatlantica | Portugal                                                        | Tempodrom Berlin               | Margareth Menezes, Simentera & Agostinho de Pina, Waldemar Bastos, Oswaldinho & his Banda Som de Forró, Chico Science & Nação Zumbi, Maio Coope & Gumbezarte, Bonga | Vol. 6: LusoMania – Transatlantica             |                                           |
| 1996 | Sindbads Reise             | Indischer Ozean                                                 | Tempodrom Berlin               | |                                                |                                           |
| 1997 | CubaniSiMo                 | Kuba                                                            | Tempodrom Berlin               | Candido Fabré, Jesus Alemany's Cubanismo, Afro-Cuban All-Stars | Vol. 7: CubaniSiMo                             |                                           |
| 1998 | Tiefer Süden               | Louisiana                                                       | Tempodrom Berlin               | Steve Riley & the Mamou Playboys, Rockin Dopsie Jr. & The Zydeco Twisters, Clarence „Gatemouth“ Brown |                                                | 10-jähriges Jubiläum                      |
| 1999 | Humboldts Reise            | Zentralamerika                                                  | Tempodrom Berlin               | Desorden Público, Sin Palabras, Los de Abajo, Asere meet Totó la Momposina, Adriana Lucía, Son dé Mexico |                                                |                                           |
| 2000 | Brasil 500                 | Brasilien                                                       | Tempodrom am Ostbahnhof Berlin | Cabruêra, Cidade Negra, Funk´n Lata, Ilê Aiyê, Pinduca, Elba Ramalho,Velha Guarda da Mangueira | Vol. 8: Sons da Terra – Brasil Allstars        |                                           |
| 2001 | Soul 2 Soul                | Afrika und Amerika                                              | Tempodrom am Ostbahnhof Berlin | Sono de Villes, The Shrine Synchro System, Omar Sosa, Garifuna All Star Band, The Mahotella Queens |                                                | Tribut an den 1997 verstorbenen Fela Kuti |
| 2002 | Heiratsklänge              | Hochzeitsmusik                                                  | Tempodrom am Ostbahnhof Berlin | Boban Markovic Orkestar, Frank Londons Klezmer Brass Allstars, Achanak, Orchestra Baobab, Hüsnü Senlendirici & Bergmali Tayfa |                                                |                                           |
| 2003 | Gypsi                      | Gipsy music                                                     | Kulturforum Berlin             | Mahala Raï Banda, Jony Iliev, Boban Markovic, Tekameli, Ensemble Musafir |                                                |                                           |
| 2004 | Bands of New York          | New York                                                        | Kulturforum Berlin             | Yuri Yunakov´s Gypsy Fire, Boukman Eksperyans, Yerba Buena, Septeto Rodriguez, The Klezmatics, Antibalas Afrobeat Orchestra |                                                |                                           |
| 2005 | Copa Americana             | Lateinamerika                                                   | Kulturforum Berlin             | Silvério Pessoa, Neguinho da Beija-Flor, El Gran Silencio, Bejafondo Tango Club, Guaca |                                                |                                           |
| 2006 | World Club                 | Livemusik der Teilnahmeländer der Fußballweltmeisterschaft 2006 | Kulturforum Berlin             | African Dope Soundsystem, Banda de la María, Beat’n Blow, Berimbrown, Bonga, Brothers Keepers, Fanfare Ciocărlia, Freshlyground, Gangbé Brass Band, Ghetto Blaster, GlasBlasSing Quintett, Gocoo, Haydamaky, Hoven Droven, Jaipur Kawa Brass Band, Kal, Les Boukakes, Mangu, Meiway, Rundek & Cargo Orkestar, Darko, Shri, Shrine Synchro System & Atongo Zimba, Turner, Gecko, Vavamuffin | Heimatklänge: World Club                       |                                           |